# Jean-Louis Barrault
Jean-Louis Barrault (Le Vésinet, Yvelines, 1910. szeptember 8. – Párizs, 1994. január 22.) francia színész, pantomimművész, rendező, színigazgató.

| „                                                 | A szavakat mozgássá tette. A taglejtések retorikájának megbecsülést szerzett. | ” |
| – Molnár Gál Péter a pantomimművész Barrault-ról. |                                                                               |   |

## Élete
21 évesen feladva korábbi tervét, hogy festő legyen, lépett először színpadra Ben Jonson Volpone című darabjában. Charles Dullin színiiskolájában tanult 1933 és 1935 között, aki megmutatta Barrault-nak, hogy nem csak az európai színjátszás létezik. 25 évesen találkozott Étienne Decroux-val, akitől szintén sokat tanult és akinél szintén színpadra állt.
1940 és 1946 között a Comédie-Française tagja. Rendezésében állítják színpadra Paul Claudel A selyemcipő (Le Soulier de satin) és Racine Phaedra (Phèdre) című darabját. E két mű elismerést szerzett Barrault-nak.
1940. szeptember 5-én vette feleségül Madeleine Renaud színésznőt, akivel számos színházat alapítottak, köztük az 1947-ben létrehozott Renaud-Barrault társulatot (Compagnie Renaud-Barrault). Az évek folyamán a Marigny Színházban, majd a Théâtre de l'Odeonban és végül a Rond-Point Színházban mutatta be olyan klasszikus szerzők darabjait, mint Molière és Shakespeare, vagy olyan modern szerzők műveit, mint Jean Anouilh, Samuel Beckett, Jean Genet, Eugène Ionesco és Jean Giraudoux.
Karrierje során több mint 50 filmben szerepelt, köztük olyan hírességekkel, mint Jean Marais, Simone Signoret, Richard Burton, Marcello Mastroianni és Harvey Keitel.
Barrault álmában halt meg szívroham következtében párizsi otthonában. A színészházaspár halálát követően ötoldalas képes összeállítás jelent a Színház folyóiratban életükről és művészetükről. Barrault és feleségének közös sírja a párizsi Passyi temetőben található.

| „                  | Nemcsak egymáshoz vagyunk kötve, hanem össze is forrtunk, a kezünk soha nem engedte el a másikét. | ” |
| – Madeleine Renaud |                                                                                                   |   |

## Válogatott színpadi szerepei
| Színpadi szerepei | Színpadi szerepei           | Színpadi szerepei               | Színpadi szerepei   |
| Év                | Cím                         | Író                             | Rendező             |
| ----------------- | --------------------------- | ------------------------------- | ------------------- |
| 1931              | Volpone                     | Ben Jonson                      | Charles Dullin      |
| 1931              | Tsar Lénine                 | François Porché                 | Charles Dullin      |
| 1931              | La Vie primitive            | Étienne Decroux                 | Étienne Decroux     |
| 1931              | Volpone                     | Jules Romains                   | Charles Dullin      |
| 1933              | III. Richárd                | William Shakespeare             | Charles Dullin      |
| 1938              | A mizantróp                 | Molière                         | Sylvain Itkine      |
| 1940              | A mizantróp                 | Molière                         | Jacques Copeau      |
| 1940              | Cyrano de Bergerac          | Edmond Rostand                  | Pierre Dux          |
| 1940              | Cid                         | Pierre Corneille                | Jacques Copeau      |
| 1942              | Hamlet                      | William Shakespeare             | Charles Granval     |
| 1943              | A selyemcipő                | Paul Claudel                    |                     |
| 1946              | Baptiste                    | Jacques Prévert és Joseph Kosma |                     |
| 1948              | L'État de siège             | Albert Camus                    |                     |
| 1960              | Julius Caesar               | William Shakespeare             |                     |
| 1962              | Hamlet                      | William Shakespeare             |                     |
| 1963              | Scapin furfangjai           | Molière                         | Louis Jouvet        |
| 1963              | A légbenjáró                | Eugène Ionesco                  |                     |
| 1963              | Ó, azok a szép napok!       | Samuel Beckett                  | Roger Blin          |
| 1967              | Szent Antal megkísértése    | Gustave Flaubert                | Maurice Béjart      |
| 1970              | Jarry sur la butte          | Alfred Jarry művei              | Jean-Louis Barrault |
| 1974              | Ó, azok a szép napok!       | Samuel Beckett                  | Roger Blin          |
| 1985              | Cid                         | Pierre Corneille                | Francis Huster      |
| 1986              | Katasztrófa; Ohio Impromptu | Samuel Beckett                  | Pierre Chabert      |

## Válogatott filmszerepei
| Filmjei | Filmjei                       | Filmjei                                                  | Filmjei                            |
| Év      | Magyar cím                    | Eredeti cím                                              | Szerep                             |
| ------- | ----------------------------- | -------------------------------------------------------- | ---------------------------------- |
| 1982    | A postakocsi                  | La Nuit de Varennes                                      | Nicolas Edmé Restif de la Bretonne |
| 1966    | Chappaqua                     | Chappaqua                                                | Dr. Benoit                         |
| 1962    | A leghosszabb nap             | The Longest Day                                          | Louis Roulland atya                |
| 1961    | Csoda a farkasokkal           | Le Miracle des loups                                     | XI. Lajos                          |
| 1959    | Doktor Cordelier végrendelete | Le testament du docteur Cordelier                        | Dr. Cordelier / Opale              |
| 1950    | Körbe-körbe                   | La Ronde                                                 | Robert Kuhlenkampf                 |
| 1945    | Szerelmek városa              | Les enfants du paradis                                   | Baptiste Debureau                  |
| 1942    | Fantasztikus szimfónia        | La Symphonie fantastique                                 | Hector Berlioz                     |
| 1938    | A szent és az utcalány        | Le puritain                                              | Francis Ferriter                   |
| 1937    | A szerelem gyöngyei           | Les perles de la couronne                                |                                    |
| 1937    | Vidám tragédia                | Drôle de drame ou L'étrange aventure de Docteur Molyneux | William Kramps                     |
| 1936    | Párizs lámpafénynél           | Jenny                                                    |                                    |
| 1935    | Ifjúság                       | Les beaux jours                                          | René                               |

## Művei magyarul
- Gondolatok a színházról; szerk. jegyz., bev. Sz. Szántó Judit, ford. Galamb György; Színháztudományi Intézet, Bp., 1962 (Korszerű színház)[11]
- Egy színházi ember naplója; ford., jegyz. Sz. Szántó Judit; Színháztudományi Intézet, Bp., 1964 (Korszerű színház)

## Fordítás
- Ez a szócikk részben vagy egészben  a   Jean-Louis Barrault című angol Wikipédia-szócikk fordításán alapul.  Az eredeti cikk szerkesztőit annak laptörténete sorolja fel. Ez a jelzés csupán a megfogalmazás eredetét és a szerzői jogokat jelzi, nem szolgál a cikkben szereplő információk forrásmegjelöléseként.